# Bukovets (distrikt i Bulgarien, Montana)
Bukovets (bulgariska: Буковец) är ett distrikt i Bulgarien.   Det ligger i kommunen Obsjtina Brusartsi och regionen Montana, i den nordvästra delen av landet, 100 km norr om huvudstaden Sofia.
Trakten runt Bukovets består till största delen av jordbruksmark. Runt Bukovets är det ganska tätbefolkat, med 86 invånare per kvadratkilometer.